# 불구속 피의자신문시 변호인참여 사건
불구속 피의자신문시 변호인참여 사건은 대한민국 헌법재판소 판례이다.

## 사실관계
서울중앙지방검찰청 소속 A검사는 청구인을 공직선거및선거부정방지법 위반의 혐의로 소환하여 피의자신문을 하였다. 그런데 위 피의자신문에 앞서, 청구인들은 변호인을 통하여 검사에게 피의자신문에 변호인들이 참여하여 조력할 수 있도록 해줄 것을 구두와 서면으로 요청하였으나, 검사는 이를 거부한 채 피의자신문을 하고 피의자신문조서를 작성하였다. 이에 청구인들은 검사의 거부행위가 변호인의 조력을 받을 권리 등을 침해하였다고 주장하면서, 이의위헌확인을 구하는 헌법소원심판을 청구하였다.

## 결론
위헌확인

## 이유
변호인의 조력을 받을 권리가 불구속 피의자, 피고인 모두에게 포괄적으로 인정되는지 여부에 관하여 명시적으로 규율하고 있지는 않지만, 불구속 피의자의 경우에도 변호인의 조력을 받을 권리는 우리 헌법에 나타난 법치국가원리, 적법절차원칙에서 인정되는 당연한 내용이고, 헌법 제12조 제4항도 이를 전제로 특히 신체구속을 당한 사람에 대하여 변호인의 조력을 받을 권리의 중요성을 강조하기 위하여 별도로 명시하고 있다고 할 것이다. 이 권리의 출발점은 변호인선임권에 있고, 이는 변호인의 조력을 받을 권리의 가장 기초적인 구성부분으로서 법률로써도 제한할 수 없다. 변호인과 상담하고 조언을 구할 권리는 변호인의 조력을 받을 권리의 내용 중 구체적인 입법형성이 필요한 다른 절차적 권리의 필수적인 전제요건으로서 변호인의 조력을 받을 권리 그 자체에서 막바로 도출되는 것이다.
불구속 피의자나 피고인의 경우 형사소송법상 특별한 명문의 규정이 없더라도 스스로 선임한 변호인의 조력을 받기 위하여 변호인을 옆에 두고 조언과 상담을 구하는 것은 수사절차의 개시에서부터 재판절차의 종료에 이르기까지 언제나 가능하다. 따라서 이 사건처럼 이유없이 변호인과의 조언과 상담요구를 제한하는 것은 변호인의 조력을 받을 권리를 침해한다.

## 참고 문헌
- 2004.9.23. 2000헌마138 [위헌확인]